# Roberto Ibáñez
Roberto Xavier Ibáñez Romero (20 de janeiro de 1985 na cidade de Guayaquil) é um judoca do Equador que participou dos Jogos Pan-Americanos de 2007, ganhando uma medalha de prata
. Também participou dos Jogos Olímpicos de Verão de 2008, porém não obteve medalha.